# Adolf van Meetkerke

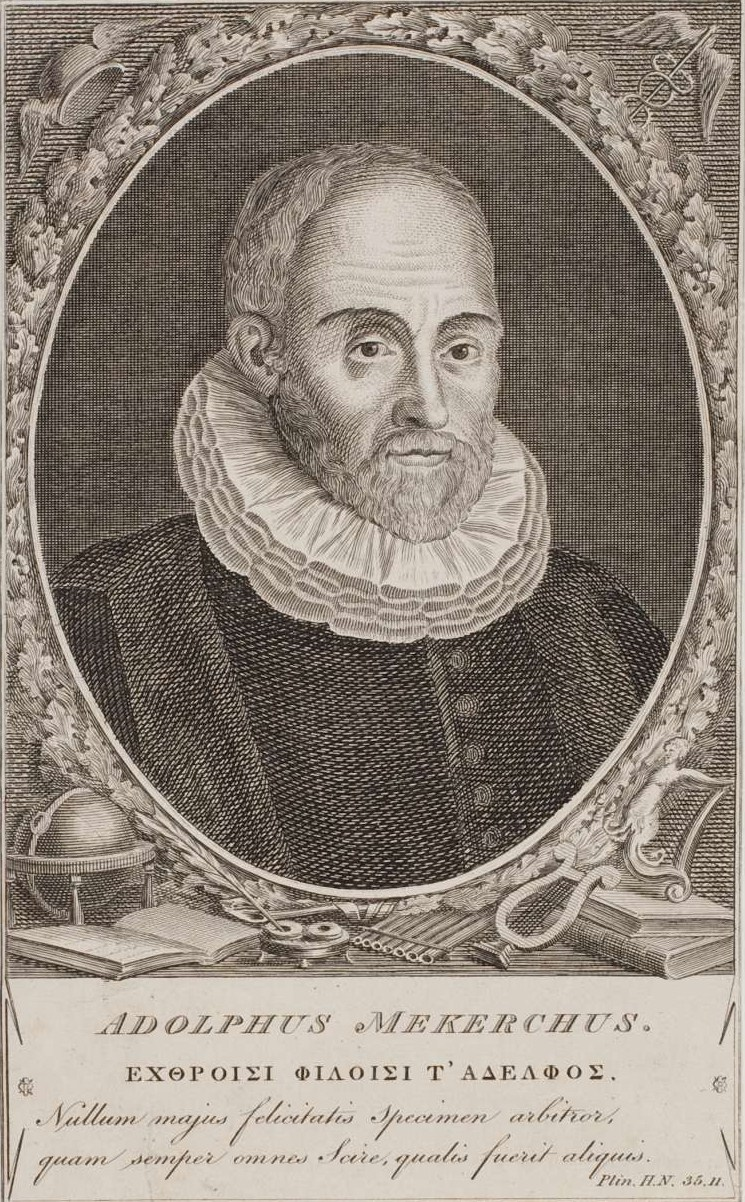

Adolf van Meetkerke (Brugge, 1528 - Londen, 6 oktober 1591) was een Vlaams staatsman en erudiet schrijver.

## Familie
De familie Van Meetkerke behoorde al sinds de twaalfde eeuw tot de notabelen van het Brugse Vrije. Vanaf de 13de tot de 16de eeuw leverde de familie heel wat ontvangers, schepenen en burgemeesters van het Brugse Vrije. Men trouwde in de beste families met zonen en dochters Van der Beurse, Boonem, Van Varsenare, Van Melanen, Triest, Boudins, enz. De Meetkerkes waren heer van Meetkerke en sommigen waren heer van Egem en van Snellegem.
Ridder Adolf van Meetkerke, was een zoon van Jacob van Meetkerke (overleden in 1535), schepen van het Brugse Vrije, en van Coleta de Maulde. Hij trouwde met Jacoba de Cerf (1524-1576) die een dochter was van Jan de Cerf en zijn tweede vrouw Josina van den Ryne en die nadien hertrouwde met Coleta de Maulde, de weduwe van Jacob van Meetkerke en de moeder van Adolf van Meetkerke. Adolf en Jacoba hadden vijf kinderen:
- Nicolaas van Meetkerke, gesneuveld bij het Beleg van Deventer, op 11 juni 1591,
- Antone van Meetkerke, gesneuveld bij het Beleg van Zutphen op 7 oktober 1586,
- Boudewijn en Adolf, die in dienst traden bij koningin Elizabeth I van Engeland,
- Anna, die trouwde met de gereformeerde Paul Knibbe en met hem vijf kinderen had. Na zijn dood, als ambassadeur van Denemarken in Londen, keerde ze, samen met haar kinderen, naar Brugge terug, werd opnieuw katholiek en werd begraven in het klooster van de arme claren, waar haar dochter Louisa was ingetreden.

Adolf hertrouwde in 1582 met Margaretha van Lichtervelde, de weduwe van de calvinistische burgemeester van het Brugse Vrije, Jan Wyts. Hij had met haar twee dochters en een zoon,
- Eduard van Meetkerke (1590-1657), theologieprofessor aan de Universiteit van Oxford en dominee.

## Levensloop
Van Meetkerke studeerde rechten en werd pensionaris (1550), ontvanger (1570) en schepen (1577) van het Brugse Vrije. Als vertegenwoordiger van het Brugse Vrije was hij lid van de Staten van Vlaanderen.
Op 8 november 1576 behoorde hij tot de ondertekenaars van de Pacificatie van Gent. Hij werd lid van de delegatie die namens de Staten-Generaal ging onderhandelen met de landvoogd don Juan van Oostenrijk, teneinde de erkenning te verkrijgen van de Pacificatie en de terugtrekking van de Spaanse troepen. De onderhandelingen duurden maanden, eerst in de stad Luxemburg, vervolgens in Marche-en-Famenne. Don Juan weigerde zijn akkoord, maar kwam hierop stapsgewijs terug en liet dit vastleggen in het Eeuwig Edict van 11 februari 1577.
Daarop was Meetkerke ook lid van de delegatie die naar Willem de Zwijger trok om de akkoorden toe te lichten. Don Juan zou erkend worden als landvoogd van de Spaanse Nederlanden en zou aan verzoeningspogingen met Oranje beginnen. Opnieuw behoorde Meetkerke tot de delegatie die aan Oranje ging vragen onder welke voorwaarden hij zich aan de Spaanse koning wilden onderwerpen. Ze konden hem niet overtuigen om zijn goedkeuring aan het Eeuwig Edict te bevestigen, omdat hij het in strijd achtte met de Pacificatie van Gent. Gevolg hieraan verslechterde de verstandhouding tussen don Juan en de Staten-Generaal. De troepen vertrokken niet uit de Nederlanden en don Juan nam zelfs onverhoeds de citadel van Namen in, in juli 1577. Meetkerke werd door de Staten-Generaal naar hem gestuurd om het vertrek van de troepen te eisen evenals de evacuatie van de citadel van Antwerpen. Dit laatste was na enkele dagen niet meer actueel, want de geuzen namen Antwerpen in en verjoegen de Duitse huurlingen die in dienst van de koning de stad bezet hielden.
Nu was een open oorlog onvermijdelijk en Meetkerke waarschuwde de Staten dat don Juan de nodige voorbereidingen hiertoe trof. Omdat de Staten zich als te zwak aanzagen, ging een delegatie, waar opnieuw Meetkerke toe behoorde, om steun vragen in Engeland. Na lange onderhandelingen, die de Nederlandse delegatie in moeilijke omstandigheden, zonder duidelijke onderrichtingen, voerde met de Engelse ministers, verklaarde de koningin dat ze aartshertog Matthias, die door de Zuidelijke Nederlanden als landheer was aangezocht, als landvoogd wilde erkennen, als hij Willem van Oranje als zijn tweede in bevel accepteerde.
Op 7 december 1577 verklaarden de Staten-Generaal don Juan als ontzet uit zijn ambt. Op 10 december ondertekenden ze de Unie van Brussel. Toen Elizabeth II ingelicht werd dat er een goede verstandhouding heerste tussen Matthias en Willem van Oranje, beloofde ze er bij de Spaanse koning op aan te dringen dat hij Matthias als voogd van de Nederlanden zou erkennen. Matthias en Oranje namen als eerste beslissing een nieuwe Raad van State op te richten, en Meetkerke werd er lid van. Hij bracht er verslag uit over zijn missie in Engeland.
Op 20 april 1578 werd Meetkerke door de Raad van State op zending gestuurd naar de Staten van Vlaanderen. De calvinisten hadden zich van Gent meester gemaakt, maar zware onenigheid was onder hen ontstaan. Er werd op Meetkerke gerekend om de eendracht te herstellen.
Ondertussen vochten drie prinsen om de leiding van de Nederlanden te nemen in de strijd tegen de Spaanse koning: Matthias was de keuze van de Staten, de Palatijnse prins Casimir was een tweede en de hertog Frans van Anjou een derde. Op 6 augustus 1577 behoorde Meetkerke tot de delegatie die namens de Staten-Generaal de vrede zou bespreken, onder de hoede van de keizer Maximiliaan. Er werd vergaderd in Mechelen en in Leuven, maar zonder resultaat. In de Waalse provincies was er grote ontevredenheid vanwege het oprukken van de calvinisten in Vlaanderen en Brabant en schaarde men zich steeds meer onder de Spaanse vlag en de nieuwe landvoogd Alexander Farnese. Op 13 december 1578 vertrok Meetkerke naar de Staten van Artesië om ze te overtuigen trouw te blijven aan de Unie.
Vanaf begin 1579 ondernam keizer Rudolf II opnieuw inspanningen om tot vrede te komen. De Staten-Generaal stelden opnieuw een delegatie samen, waarvan Meetkerke weer deel uitmaakte. Hij vervolgde tevens zijn inspanningen om bij de Waalse Staten te ageren. In januari 1579 was hij in Henegouwen, om te onderhandelen met de hertog van Anjou, van wie de ambities wel illusoir bleken te zijn. In maart onderhandelde hij opnieuw met de Staten van Artesië. In mei bevond hij zich in Aken waar de algemene onderhandelingen werden aangevat, die het hele jaar door duurden. Ondertussen voerde de hertog van Parma zijn campagne op tegen de troepen van de Staten.
Begin december 1579 kwam Meetkerke verslag uitbrengen over de gevoerde onderhandelingen die volgens hem tot niets zouden leiden. In juni 1580 werd hij door de Staten-Generaal naar Gent gestuurd om bijkomende troepen te vragen aan de Staten van Vlaanderen. Hij slaagde daar in.
Rond die tijd deed Meetkerke zijn publieke professie, waarmee hij tot het calvinisme toetrad. Hij was voordien niet in goede verstandhouding geweest met de hervormden, die in 1578 de adellijke voorrechten hadden afgeschaft en hiermee verwarring hadden doen ontstaan in de rechtsbedeling. Willem van Oranje besliste om in naam van Matthias een Hoge Justitieraad in het leven te roepen. Deze werd in juli 1580 in Mechelen geïnstalleerd en Meetkerke werd er tot voorzitter van benoemd. Dit organisme werd door de koning als onwettelijk beschouwd en de archieven ervan zijn later vernietigd. Nog in 1580 werd hij president van de door de opstand overgenomen Raad van Vlaanderen, terwijl de loyalistische raadsheren uitweken naar Douai. 
Meetkerke bleef ook zeer betrokken bij het stadsbestuur van Gent en toen de Zwijger in augustus 1580 naar Gent kwam om er een nieuw bestuur aan te stellen, was het Meetkerke die die verkiezing voorzat.
Begin 1583 ondernam de hertog van Anjou een vergeefse poging om Antwerpen in te nemen. Het was opnieuw Meetkerke die de opdracht kreeg om met deze prins te onderhandelen. De bedoeling was om Anjou ertoe te brengen zijn troepen uit de steden terug te trekken die ze hadden veroverd, zich in Brussel te vestigen en er ze zich te omringen met personen uit de Nederlanden, en niet met buitenlanders. De Staten waren Anjou liever kwijt, maar Willem van Oranje wilde hem behouden. De jonge Anjou was een twijfelaar en de onderhandelingen sleepten aan. Ondertussen belegerde Parma Eindhoven en de geuzen hengelden naar de steun van Anjou. Die gaf hij uiteindelijk en men accepteerde dat hij Duinkerke als zijn residentiestad nam.
Er braken moeilijke tijden aan voor de Nederlandse Opstand. Alexander Farnese legde het beleg voor Duinkerke en nadien voor Calais. Anjou vluchtte. Op 10 juli 1584 werd de Zwijger vermoord en Farnese palmde weldra de Zuidelijke Nederlanden in. Meetkerke vluchtte in september 1584 naar het noorden, waar hij een moedeloze oppositie tegen de Spanjaarden aantrof.
Er vormden zich twee partijen. De partij geleid door Johan van Oldenbarnevelt en Filips van Marnix van Sint-Aldegonde wilde een beroep doen op Frankrijk; de partij van Paulus Buys en Meetkerke wilde op de steun van Engeland rekenen. Het was de tweede groep die het haalde.
In december 1585 landde Robert Dudley, eerste graaf van Leicester (1533-1588), in Vlissingen en als eerste daad organiseerde hij een nieuwe Raad van State, waar Meetkerke opnieuw lid van werd. Hij werd vervolgens met verschillende zendingen belast door Leicester. In 1586-87 onderhandelde hij over disputen die gerezen waren met de Staten van Utrecht. Toen hij hiervoor in Leiden kwam resideren, vroeg hij aan de burgemeester belastingvrij te mogen blijven en van enkele voorrechten te mogen genieten omdat hij zich geruïneerd had door de vele ambassades die hij had moeten zelf financieren, zodat hij nog nauwelijks in staat was zijn acht kinderen een behoorlijke opvoeding te geven.
Snel bleek de complete onbekwaamheid van Leicester. Hij verloor alle krediet bij de Nederlanders en behield alleen nog het vertrouwen van een kleine groep extreme protestanten, waarbij de uit de Zuidelijke provincies gevluchte hervormden meestal behoorden. Vanaf midden 1586 begonnen zich allerlei samenzweringen te vormen. Een ervan had tot doel de stad Leiden aan de troepen van Leicester over te leveren. Meetkerke beging de onvoorzichtigheid om zich hierbij aan te sluiten. De leider ervan, Cosmo de Pescarengis (overleden in 1587), werd gearresteerd voor schulden en de samenzwering werd door een van de leden van de groep aan het stadsbestuur bekend. De meeste samenzweerders namen de vlucht en wie gebleven waren, werden gearresteerd en bekochten het met hun leven.
Meetkerke was tijdig met zijn gezin ontkomen. Hij vluchtte in 1588 naar Engeland, waar hij nog drie jaar in Londen leefde. Hij werd in Saint-Paul's Cathedral begraven.

## Publicaties
Adolf van Meetkerke was niet alleen zijn hele leven betrokken bij de politieke gebeurtenissen, hij was ook een erudiet, die zijn kennis van het Grieks en het Latijn etaleerde in de werken die hij publiceerde. Zo vertaalde hij in het Latijn Griekse idyllische verzen van Théocritus, Phanocles, Bion en Moschus. 
- De vetera et recta pronunciatione linguae Graecae commentarius, Brugge, 1565, 2de editie, Antwerpen, 1976.
- Ραψώίία 'εκατοστίγος, een honderdtal verzen als inleiding op Abraham Ortelius' Theatrum orbis terrarumäe, Antwerpen, 1570.
- Μόσχου τοϋ Σικελού, και Βίωνος Σμυρναίου Έιίυλλια een publicatie van idyllische gedichten door Moschius en Bion, door Meetkerke in het latijn vertaald, Antwerpen, 1576.
- Theocriti Syracusiani Epigrammatica Carmine larino reddita, Würzburg, 1580, Heidelberg, 1595.
- De tumultibus belgicis. Dit zijn de hypothetische memoires die Meetkerke, volgens Sweertius in 1628 schreef, zou hebben nagelaten, maar waarvan geen spoor werd teruggevonden.